# Cúmbric
El cúmbric era una llengua celta que es parlava a les regions angleses de Cúmbria (Westmorland i Cumberland), Yorkshire, i el sud d'Escòcia. Es parlava del segle vii al segle xii o segle xiii. L'idioma està documentat només per noms personals en les cròniques britàniques i irlandeses, i per algunes paraules que han sobreviscut en dialectes de l'escocès.
Al segle vii l'avanç dels invasors angles cap a l'oest de la Gran Bretanya des de la costa est, va deixar incomunicades en dues regions diferents les comunitats de parla britònica, quedant al sud el gal·lès i dividint la zona nord en tres regnes: 
- Gododdin, entre els rius Forth i Tweed, amb capital a Edimburg;
- Strathclyde, que ocupava gran part del sud-oest d'Escòcia, amb capital a Dumbarton, i
- Rheged, en l'actual Cúmbria i part d'Escòcia, amb capital possiblement a Carlisle.

En aquests regnes i en aquesta zona, a banda i banda del límit actual entre Escòcia i Anglaterra, a la part occidental, era on va ser parlat el cúmbric.
El Regne de Gododdin va caure en poder dels angles a mitjan segle vii, tot i que desconeixem quant de temps va perdurar el cúmbric a la regió.
Els altres dos regnes van aconseguir sobreviure durant més temps a les incursions, ocupacions i rivalitats entre els angles, els escocesos i altres grups procedents d'Irlanda, d'origen mixt irlandès i viking. Encara que en l'actualitat el terme Cúmbria es refereix únicament a la zona anglesa, hi ha justificació històrica perquè pugui usar-se per al·ludir a una àrea més àmplia que inclouria l'antic Regne de Strathclyde, de la mateixa manera que podem utilitzar el terme cúmbric per referir-nos a la seva llengua. Strathclyde passà a formar part del Regne d'Escòcia al segle x, però s'han conservat nombrosos noms de llocs en britó que han arribat fins als nostres dies, per exemple: Ochiltree, format pels termes en gal·lès Uchel ('alt') i tref ('ciutadania').
On sembla haver-hi més traces d'aquesta llengua és en la toponímia, així Lanark, per exemple, es correspon amb el gal·lès llannerch, ('clar'); Ecclefechan amb el gal·lès eglwysfechan, ('església petita'), Penrith amb el gal·lès pen ('fi, acabament') i Rhyd ('gual'), és a dir, 'al final del gual', o Carrock amb el gal·lès fell ('càrrega, roca').
També coneixem tres paraules dins d'un text legal llatí datat del segle xi, Leges inter Brett et Scotto. Aquestes tres paraules són: galnys, ('indemnització per un homicidi comès o bé el deute de sang degut a ell'); mercheta, ('filla'), i kelkyn, ('cercle'); els equivalents en gal·lès mitjà són galana, merch i cylch (en bretó merc'h i kelc'h, en el cas de les dues últimes paraules). També hi ha noms propis en la Vida de sant Kentigern.
Es considera que els bards Taliesin i Aneirin del segle vi podrien haver fet servir aquesta llengua per compondre les seves obres.
El destí de la llengua en la Cúmbria moderna és, encara, més fosc. S'accepta generalment la teoria de Keneth Jackson que proposa que la llengua havia pràcticament desaparegut fins que al segle x va ser de nou introduïda procedent de Strathclyde. No obstant això, Phythian-Adams (1996) sosté que, almenys en algunes parts de la zona en qüestió, la llengua celta va sobreviure a l'ocupació dels angles i que es podria haver mantingut fins al segle xii.
A partir de les poques proves que ens han arribat es dedueix que no havia de ser molt diferent del gal·lès antic, llengua més ben coneguda. Tampoc diferiria massa de la llengua bretona parlada en aquesta època. En l'actualitat es fan esforços per reconstruir-la utilitzant les poques paraules i frases que sobreviuen entre els parlants locals d'anglès.